# 中野 (弘前市田園地域)
中野（なかの）は、青森県弘前市の大字で、旧中津軽郡東目屋村の大字。郵便番号は036-1451。

## 地理
- 南部を青森県道28号岩崎西目屋弘前線が通り、岩木川の北側に位置する。北は百沢、東は桜庭、南は米ケ袋、西は中畑に接する。
- また、かつては中埜（なかの）とも表記された。

## 沿革
- 1889年（明治22年） - 東目屋村の大字。
- 1891年（明治24年） - 当時の記録では人口296、戸数35、厩25であった。
- 1955年（昭和30年） - 弘前市に編入、弘前市の大字になる。

## 世帯数と人口
2017年（平成29年）6月1日現在の世帯数と人口は以下の通りである。
| 大字             | 世帯数 | 人口  |
| ---------------- | ------ | ----- |
| 中野（小字全域） | 56世帯 | 145人 |

## 施設

### 教育
- なかの保育園

### 公共
- 中野町民会館
- 東目屋公民館

### 行政
- 弘前市役所 東目屋出張所

## 小・中学校の学区
市立小・中学校に通う場合、学区は以下の通りとなる。
| 大字 | 番地 | 小学校               | 中学校               |
| ---- | ---- | -------------------- | -------------------- |
| 中野 | 全域 | 弘前市立東目屋小学校 | 弘前市立東目屋中学校 |

## 交通
- 弘南バス

中野（弘前 - 田代・川原平・大秋線）停留所。